# Hibiscus clayi
Espèce
Classification phylogénétique
Statut de conservation UICN

 CR D : 
En danger critique
Hibiscus clayi est une espèce de plantes à fleurs de la famille des Malvaceae. C'est un arbuste originaire de Hawaï où il est considéré comme menacé.
On peut aujourd'hui en compter une dizaine.